# Hemigraphis latebrosa
Hemigraphis latebrosa är en akantusväxtart som först beskrevs av Albrecht Wilhelm Roth, och fick sitt nu gällande namn av Christian Gottfried Daniel Nees von Esenbeck. Hemigraphis latebrosa ingår i släktet Hemigraphis och familjen akantusväxter. Inga underarter finns listade i Catalogue of Life.